# Endian Firewall
O Endian Firewall é uma distribuição Linux especializada em roteamento/firewall que possui uma interface unificada de gerenciamento. Foi desenvolvido pela italiana Endian Srl e pela comunidade.
O Endian Firewall foi originalmente baseado no IPCop, sendo que este é um fork do projeto Smoothwall.
A Versão 2.1.2 contém os seguintes pacotes e funcionalidades:
- Firewall (ambas direções)
- Rede Virtual Privada VPN
- Gateway
- VPN com OpenVPN ou IPsec
- Web Antivirus
- Web Anti-spam
- E-Mail Antivírus
- E-Mail Anti-spam
- Transparente HTTP-Proxy
- Filtro de Conteúdo
- Ponto de Acesso sem Fio Seguro
- Protocolo de Inicializacão de Sessão - SIP e Suporte para VoIP
- Tradução de Endereços de Rede NAT
- Multi endereços IP (apelidos/aliases)
- HTTPS web interface
- Estatísticas de Conexão
- Log de tráfego na rede
- Redirecionamento de logs para servidor externo
- Protocolo de Configuração Dinâmica de Host DHCP-Servidor
- Servidor de Tempo NTP-Servidor
- Sistema de Deteccão de Intrusos ou Intrusion Detection System - IDS
- ADSL-Modem Suporte

## Links
- Página Oficial de Endian
- Site do Sourceforge
- Fórum Não Oficial de Suporte
- Comunidade Brasileira de Endian Firewall